# Сарате Вилька, Пабло
Пабло Сарате (исп. Pablo Zárate; 1850, Милья-Милья, Ла-Пас — 1905, департамент Оруро, Боливия) по прозвищу Вилька (Willka, на языке аймара — вождь), также называемый «грозный Вилька» (el temible Willka), — предводитель военного совета восстания коренных народов Боливии против консервативного правительства в конце XIX века. Прошедший военную подготовку в боливийской армии и дослужившийся до звания полковника, Сарате Вилька впервые в истории Боливии как независимой республики предпринял попытку превратить стихийный протест индейских крестьян в организованное социальное движение с собственной политической программой. Во время «федеральной войны» 1898—1899 годов либералы сделали его каудильо, назначив «главнокомандующим индейской и генералом национальной армии».

## Биография
Выходец из аймарского айлью Кольянфео, Пабло Сарате родился на ранчо Имилья-Имилья (ныне известное как Милья-Милья) кантона Арома в провинции Сика-Сика, департамента Ла-Пас (в других источниках — Оруро) — регионе вековых освободительных традиций со времен восстаний Тупака Амару II и Тупака Катари 1780—1783 годов и партизанских «республик» периода войн за независимость 1810—1826 годов. Он был женат на Доротее Мамани, от которой у него было четверо детей. Он был уважемым членом общины с репутацией умного и сурового человека. Он выучил испанский язык, научился читать и писать, что тогда было недоступно многим его соплеменникам.

### Военная карьера и гражданская война
28 декабря 1870 года, когда Мариано Мельгарехо был назначен сержант-майором армии, он встретился с Пабло Саратой; эта встреча сильно повлияла на последнего (и тогдашнего солдата Хосе Мануэля Пандо).
С началом «федеральной войны» в 1898 году «касик Вилька, вождь аймара» получил предложение от того же Пандо, ставшего лидером Либеральной партии, через его жену Кармен Гуарачи Синчи Рока, уроженку Сика-Сика и связную либералов с растущим движением общины аймара. Эта посредница совершила ритуал с подношенем коки Пачамаме и убедила поселения Омасуйоса, Пакахеса, Сика-Сика и Инкисиви начать действия против консерваторов. Вступая в войну на стороне либералов, Вилька как лидер общины потребовал освобождения колонов; участия кечуа и аймара в управлении и возвращения узурпированных у них общинных земель.
«Грозный Вилька» организовал и возглавил армию аймара, представлявшую собой скопление небольших отрядов с мощным участием крестьянских масс. Вилка вёл беспощадную партизанскую войну, получив большой опыт борьбы с консервативными войсками. Крестьянские отряды с кличем «Да здравствуют Вилька и Пандо!» блокировали фланги правительственной армии, изматывали ее неожиданными партизанскими налётами и лишали возможности получить помощь извне, отрезая от чилийской границы.
Первоначальные силы Вильки, вооружённые палками, камнями, куравами, саблями, мачете и небольшим количеством огнестрельного оружия, маршируют прямиком к хорошо вооружённым угнетателям. Чуть ли не единственным их преимуществом была численность, которой восполнялось отсутствие у них тяжёлого вооружения. На следующий день во главе двух тысяч бойцов прибывает и сам Вилька; столкнувшись с пушками Сукре в Вила-Вила, они бегут не от врага, а на него — Вилька добивается блестящего военного успеха.

### Прокламация Караколло
В манифесте Вильки, известном как «Прокламация Караколло» (La proclama de Caracollo), говорится:
1. «…мы желаем возрождения…Боливии».
2. «Мы, как коренные жители, так и белые, поднимемся на защиту нашей Республики Боливия… [против желающих] подчинить нас, продав чилийцам»
3. «…белые или соседи должны уважать коренное население, потому что все мы — дети Боливии одной крови; они с индейцами должны любить друг друга как братья… Я предупреждаю белых… чтобы они сохраняли уважение к коренным народам…»
Этот документ, плод глубокого национально-освободительного движения аймара, засвидетельствовал стремление к созданию государства, основанного на терпимости и равенстве, не прекращавшегося до окончательной победы в Парии 10 апреля 1899 года.
Однако и после неё крестьянская армия во главе с Вилькой отказалась разойтись по домам: крестьяне-индейцы начали самовольный раздел асьенд, а также уничтожили несколько отборных батальонов посланных против них войск, не различая консерваторов и либералов.
Вилька продвигал в Пеньясе основание муниципального правительства (федерации), который назначает Ятунруну Хуана Леро президентом. Восстание аймара, по крайней мере в «первом правительстве» (местной республике) Пеньяса, имело следующие цели:
- местная конституция;
- возвращение земель их первоначальным владельцам;
- борьба против коррумпированного господствующего меньшинства.

### Арест и смерть
Это было воспринято как угроза национальной целостности и стабильности Боливии. В страхе перед разбушевавшейся народной стихией при таком количестве восстаний лидер либералов X. М. Пандо в мае 1899 года призвал президента Северо Фернандеса Алонсо срочно заключить мир, мотивируя это тем, что «индейские отряды вышли из повиновения… последствия кровавой войны непредсказуемы… даже наши объединённые силы не в состоянии овладеть крестьянским движением…».
Затем Вилька вошёл в Оруро во главе 50 000 восставших аймара, требуя возвращения общинных земель. Первоначально федеральная армия там его чтила и защищала, которая впоследствии перерезает все формы связи с провинциями, однако вскоре последовал сговор между вооружёнными части либералов и консерваторов, объединившихся для карательных экспедиций против крестьянских отрядов.
Генерал Вилька и его ближайший сподвижник Крус Мамани объединил индейское командование — свыше 60 или 90 наиболее видных вождей и общинных лидеров, но федеральная армия вероломно разоружила их, задержала, подвергла допросам и пыткам. Армия жестоко подавила волнения сперва крестьян в окрестностях Ла-Паса, а затем рабочих в городах и шахтёрских поселках. Таким образом, в результате федеральной войны посредством предательства по отношению к своим бывшим союзникам Либеральная партия обеспечила себе командные высоты в управлении страной, немедленно забыв о своих обещаниях реформ по улучшению положения индейского крестьянства, с помощью которого она пришла к власти.
26 индейских деятелей либеральный суд приговорил к смертной казни как «мятежников». Вильку бросили в тюрьму Оруро по обвинению в подстрекательстве к мятежу, по которому генерала, снискавшего огромный авторитет среди боливийских индейцев и наводившего ужас на своих недавних союзников, в конечном итоге пришлось оправдать. Тем не менее, четыре года (два из которых уже после суда его содержали незаконно) он провёл за решёткой в тюрьме Оруро, откуда смог выбраться только благодаря мятежу 10 мая 1903 года; с тех пор жил в подполье.
В некоторых источниках утверждается, что он, отправленный под конвоем в Ла-Пас, был вероломно убит по дороге. По другим, он был казнён в ущелье Чуллункъири (департамент Оруро) в 1905 году по обвинениям в угрозе национальной стабильности и единству Боливии.
В его честь была названа боливийская партизанская группа леворадикального катаристского толка Вооружённые силы освобождения Сарате Вильки (Fuerzas Armadas de Liberación Zárate Willka), организованная в середине 1980-х годов.